# CD99L2
CD99L2 (англ. CD99 molecule like 2) – білок, який кодується однойменним геном, розташованим у людей на X-хромосомі. Довжина поліпептидного ланцюга білка становить 262 амінокислот, а молекулярна маса — 27 986.
| 10         |  | 20         |  | 30         |  | 40         |  | 50         |
| ---------- |  | ---------- |  | ---------- |  | ---------- |  | ---------- |
| MVAWRSAFLV |  | CLAFSLATLV |  | QRGSGDFDDF |  | NLEDAVKETS |  | SVKQPWDHTT |
| TTTTNRPGTT |  | RAPAKPPGSG |  | LDLADALDDQ |  | DDGRRKPGIG |  | GRERWNHVTT |
| TTKRPVTTRA |  | PANTLGNDFD |  | LADALDDRND |  | RDDGRRKPIA |  | GGGGFSDKDL |
| EDIVGGGEYK |  | PDKGKGDGRY |  | GSNDDPGSGM |  | VAEPGTIAGV |  | ASALAMALIG |
| AVSSYISYQQ |  | KKFCFSIQQG |  | LNADYVKGEN |  | LEAVVCEEPQ |  | VKYSTLHTQS |
| AEPPPPPEPA |  | RI         |  |            |  |            |  |            |

A: Аланін

C: Цистеїн

D: Аспарагінова кислота

E: Глутамінова кислота

F: Фенілаланін

G: Гліцин

H: Гістидин

I: Ізолейцин

K: Лізин

L: Лейцин

M: Метіонін

N: Аспарагін

P: Пролін

Q: Глутамін

R: Аргінін

S: Серин

T: Треонін

V: Валін

W: Триптофан

Задіяний у таких біологічних процесах, як клітинна адгезія, альтернативний сплайсинг. 
Локалізований у клітинній мембрані, мембрані, клітинних контактах.